# Tanzmaus
Die Tanzmaus oder Japanische Tanzmaus ist eine zwergwüchsige Zuchtform der chinesischen Hausmaus (Mus musculus wagneri), die sich aufgrund von Fehlbildungen im Innenohr durch Taubheit und wiederholte Zwangsbewegungen im Kreis („Tanzen“) auszeichnet. Aufgrund dieser Defekte wird die Tanzmaus heute als Qualzucht betrachtet, so dass Zucht und Verkauf dieser Tiere durch Paragraph 11b des deutschen Tierschutzgesetzes verboten sind.

## Merkmale
Tanzmäuse kommen in verschiedenen Farbvarianten vor, wobei weiße Mäuse mit schwarzen Flecken am häufigsten sind. Sie sind allgemein etwas kleiner und körperlich deutlich schwächer als andere Hausmäuse. Teilweise treten auch veränderte Kopfformen auf. 
Die Tiere führen schnelle Laufbewegungen in Kreisen unterschiedlicher Größe auf, wobei sie den Kopf nach innen ausrichten, oder drehen sich auf der Stelle. Während manche Tiere fast ausschließlich im oder gegen den Uhrzeigersinn laufen, führen andere Bewegungen in beiden Richtungen aus oder wechseln nach etwa einem Dutzend Umdrehungen die Richtung. Die Tiere sind auch in der Lage, sich geradeaus zu bewegen, meist aber nur über Strecken von wenigen Zentimetern. Neben dem „Tanzen“ treten charakteristische schnelle, ruckartige Kopfbewegungen auf. Die Hauptaktivitätszeit liegt wie bei anderen Mäusen in der Nacht.
Die Tiere sind taub und weisen einen gestörten Gleichgewichtssinn auf und sind gegen Drehschwindel unempfindlich. Die anderen Sinnesleistungen sind normal entwickelt.

## Geschichte
Tanzmäuse wurden in Japan mindestens seit dem 18. Jahrhundert gezüchtet, da die Tiere hier in der Kunst abgebildet worden sind. Die japanische Bezeichnung als Nankin nesumi (Nanking-Maus) weist allerdings auf einen Ursprung der Zuchtform in China hin. In Japan wurden die Tiere traditionell in kleinen Käfigen mit zahlreichen Hindernissen wie Rutschen und Laufrädern gehalten, wo sie durch ihren Bewegungsdrang zur Unterhaltung von Kindern dienten.
Ab etwa 1890 wurden Tanzmäuse auch nach Europa und in die Vereinigten Staaten importiert, wo sie allgemein in größeren Käfigen gehalten wurden, um die auffälligen Kreisbewegungen beobachten zu können. Die Tanzmaus war in der ersten Hälfte des zwanzigsten Jahrhunderts auch ein beliebtes Modelltier für die Genetik und Verhaltensforschung.

## Biologischer Hintergrund
Der Tanzmaus-Phänotyp wird durch eine rezessive Mutation („waltzer“) verursacht, die eine Degeneration der Neuroepithelien des Innenohrs zur Folge hat. Das betroffene Gen codiert für ein Protocadherin, ein Protein, das eine Rolle bei der Zelladhäsion spielt. Bei dessen Ausfall entwickeln sich die Stereozilien in den Haarzellen des Innenohrs nicht mehr normal, was zum Verlust von Hörfähigkeit und Gleichgewichtssinn führt.